# Chake-Chake
Chake-Chake (o Chake Chake) è una città della Tanzania, la principale dell'isola di Pemba, nell'arcipelago di Zanzibar. Si trova sulla costa, al centro di un'ampia baia chiamata Baia di Chake-Chake (Chake-Chake Bay).
Chake-Chake è servita da un aeroporto situato 7 km a sudest della città. Nei pressi dell'aeroporto, nel villaggio di Pujini, si trova il sito archeologico di Mkama Ndume.